# 矢田丘陵
矢田丘陵（やたきゅうりょう）は、奈良盆地の北西に位置する丘陵。奈良県奈良市・大和郡山市・生駒市・生駒郡斑鳩町・平群町にまたがる。

## 地勢
西に前面を向け、東に緩傾斜する傾動地塊で、矢田丘陵の西に竜田川を挟んで生駒山地、東に富雄川を挟んで西ノ京丘陵がそれぞれ位置する。
南北19キロメートル、東西6キロメートルと南北に細長く、南側が高い。北端はおおむね生駒市南田原町付近、南端はおおむね斑鳩町法隆寺付近とされている。標高は200 - 300メートル程度で、最高地点は矢田寺から西に登った矢田峠の北方地点にあり、約340メートルとなる。
丘陵の尾根筋に沿って、上述の3市2町の市町村境界が走る。全体に緩やかな地形であり、中心には松尾山(315ｍ)がある。
丘陵北部ではベッドタウンとして宅地開発が行われている。一方、丘陵南部では人家は少ないが、松尾山の南西中腹に平群町白石畑の集落が存在し、干瓢の栽培が行われている。

## 矢田丘陵と斑鳩の里

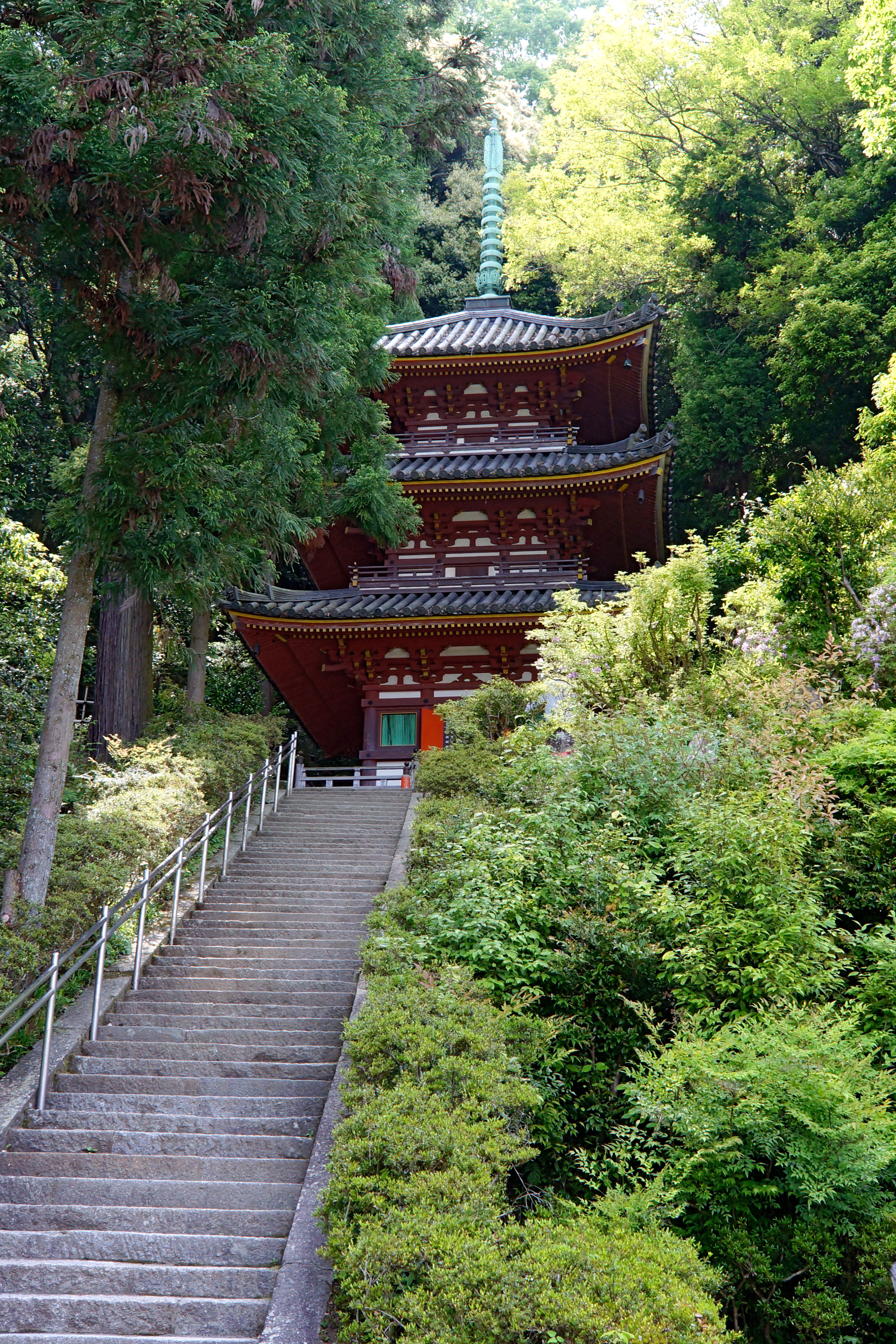
松尾寺

矢田丘陵の一帯では、東山麓には霊山寺 (奈良市)、矢田寺、東中腹には東明寺、丘陵上には松尾寺、南山麓には法隆寺など、史跡や有名寺社に富む。
奈良盆地など丘陵のまわりの平野部は都市化が進んでいるが、古くからの山林や里山が維持されている丘陵地域は貴重とされており、1962（昭和42）年に一帯が奈良県立矢田自然公園に指定され、自然環境や景観の保全、遊歩道の整備などが行われている。丘陵の外側の平群町でも、「里山と矢田丘陵が眺望できる福貴畑の里」として矢田丘陵の遠景を「奈良県景観資産」としている。
生駒市域の丘陵の尾根沿いと、西麓から登る各所に矢田丘陵遊歩道が整備されている。大和三山や若草山などの遠景、里山や田園の眺望、野鳥観察や、春のスミレ、秋の紅葉などを楽しむ場となっており、途中には最高地点付近の頂上展望台や、「国見展望台」、休憩所などが設けられている。

## 主な施設
神社仏閣
- 霊山寺 （りょうせんじ、真言宗）
- 東明寺 （とうみょうじ、真言宗）
- 矢田寺 （真言宗）
- 松尾寺 （真言宗）
- 法隆寺 （聖徳宗）
- 法起寺 （聖徳宗）
- 法輪寺 （聖徳宗）
- 中宮寺 （聖徳宗）

史跡
- 三の矢塚 - 櫛玉彦命が放った3本目の矢が落ちたところと伝えられる。邪馬台国の畿内説では卑弥呼の宮居とする説もある[3][9]。

公園
- 奈良県立矢田自然公園
- 矢田山遊びの森
- 奈良県立大和民俗公園
  - 奈良県立民俗博物館

学校
- 帝塚山大学東生駒キャンパス
- 近畿大学奈良キャンパス
- 奈良学園中学校・高等学校

## 周辺の交通
- 阪奈道路（奈良県道1号奈良生駒線）
- 奈良県道702号大阪枚岡奈良線 - 椚峠（くぬぎとうげ）
- 第二阪奈有料道路
- 国道308号 - 榁木峠（むろのきとうげ）
- 奈良県道189号矢田寺線
- 奈良県道123号大和小泉停車場松尾寺線

矢田丘陵を近鉄奈良線、近鉄けいはんな線、第二阪奈有料道路等のトンネルが貫いている。

### 地形図
- 国土地理院発行 25,000分の1地形図「信貴山」「生駒山」